# Departament de Canelones
Canelones (en castellà i oficialment Departamento de Canelones) és un departament del sud de l'Uruguai. Limita al nord amb el departament de Florida, a l'est amb els departaments de Lavalleja i Maldonado, al sud amb Montevideo i el Riu de la Plata, i a l'oest amb el departament de San José.
Amb una superfície de 4.536 km², és el segon departament més petit del país després de Montevideo. És, també, un dels nou més antics del país – va ser creat per decret el 1816 i tenia una superfície aproximada als 4.700 km². La capital departamental és la ciutat homònima (situada 45 km al nord de Montevideo), i antigament coneguda amb el nom de Villa Guadalupe, tot i que Ciudad de la Costa i Las Piedras són les seves ciutats més poblades.
El 2002, ocupava la dinovena i última posició dins de l'Uruguai pel que fa a l'Índex de Desenvolupament Humà, amb 0,798 punts, una xifra comparable amb la de països com Ucraïna. També, segons les dades del cens del 2008, Canelones tenia 500.144 habitants, dels quals només 19.631 vivien a la capital, essent, per tant, el segon departament més poblat de l'Uruguai.
Els actuals símbols de Canelones – la bandera i l'escut d'armes – van ser aprovats el 2010. L'antic escut departamental data de 1977. La bandera, en canvi, és de recent creació i fa referència, en l'ús dels colors i de la seva distribució, a les banderes de l'Uruguai i d'Artigas.

## Etimologia
El nom Canelones ve de la paraula Canelón, un tipus d'arbre indígena (Rapanea laetevirens) molt freqüent a la zona baixa de l'actual departament. El gentilici, en canvi, ve dels primers habitants no nadius del departament, els canaris. El primer escut oficial, aprovat el 1977, mantenia el lleó que també porta l'escut de Las Palmas de Gran Canaria.

## Història

### Colonització europea
La zona que avui pertany al departament de Canelones era poblada fonamentalment per amerindis abans de l'arribada dels colonitzadors europeus, principalment per membres del poble charrúa i de l'ètnia guaraní. Els pobles indígenes a l'actual Canelones daten d'almenys 10.000 anys enrere. Durant l'època de la Banda Oriental, Canelones formava part del Virregnat del Riu de la Plata, sota les ordres d'un govern amb seu a Buenos Aires i amb una delegació al Cabildo de Montevideo.

### Primers assentaments
Possiblement la població més antiga de l'actual departament és Santa Lucía, fundada el 1764 a la zona de San Bautista amb l'objectiu de protegir les colònies espanyoles del perill que representava l'avanç dels portuguesos. El 1776, el capellà Juan Miguel Laguna va arribar a la capella de la Mare de Déu de Guadalupe (Canelones). El 1795 es va aixecar la capella de Las Piedras. El 1782, Eusebio Vidal va declarar de forma oficial la fundació de Villa Guadalupe mitjançant un decret de la Llei d'Índies (Ley de Indias).
El 27 de gener de 1816, mentrestant, per decret de l'Ajuntament de Montevideo ratificat per José Gervasio Artigas, es va crear el departament de Canelones, una de les primeres nou regions en les quals es dividia la Província Oriental del Riu de la Plata, i la primera jurisdicció de la qual s'estenia des del riu Santa Lucía fins al departament de Montevideo.

### Segles XIX i XX

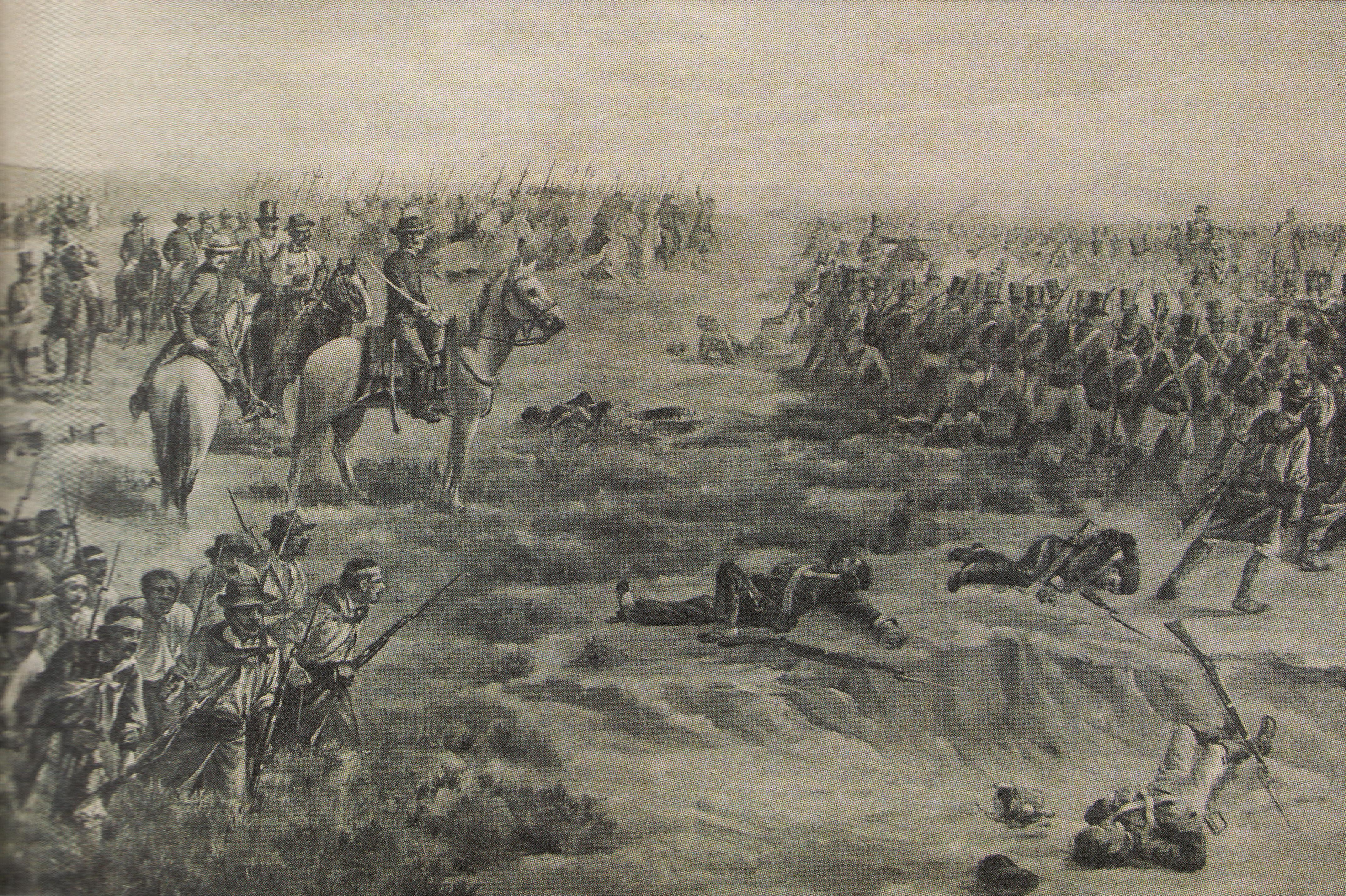
Batalla de Las Piedras (1811).

Canelones ha estat l'escenari d'algunes batalles importants de la història del país. La més destacada és la batalla de Las Piedras, el 18 de maig de 1811, a la localitat del mateix nom. Va ser un dels conflictes armats que tenien l'objectiu d'independitzar el país. Més recentment, durant el 1969, va tenir lloc la famosa «presa de Pando», una guerrilla urbana.
Villa Guadalupe va ser la capital de facto de la Província Oriental del Riu de la Plata. El 1813 va tenir lloc el primer Congrés de Govern en aquesta ciutat, presidit per Artigas. Segons el Reglament Agrari de 1815, comentat per Dámaso Antonio Larrañaga, la societat de Canelones d'aquella època era «multiètnica», amb habitants amerindis, europeus – sobretot espanyols – i mestissos. Un any després va tenir lloc la fundació del departament, amb límits geogràfics semblants als actuals, llevat d'una petita porció oriental que avui forma part del departament de Lavalleja.
El 1851 va tenir lloc la fundació de Sauce. Després es van anar conformant Tala (la denominació de la qual és San Salvador de Tala) fundat el 1864, San Ramón el 1867, La Paz el 1872, San Antonio el 1875, San Jacinto el 1876, Soca (abans Santo Tomás de Aquino) el 1877, Santa Rosa el 1879, Joaquín Suárez el 1882, Bolívar el 1886, Toledo el 1889, Cerrillos el 1896, San Bautista el 1901, Progreso el 1913, Tapia el 1922, Migues el 1859 (originalment Pueblo del Carmen), Barros Blancos el 1951, Montes el 1912, Juanicó el 1953 i Paso Carrasco el 1963.
Des de 1923 l'agrupació de cases que existien a les vores del riu Santa Lucía i dins del qual es van instal·lar dipòsits d'aigües, va ser denominada Aguas Corrientes. Els balnearis van començar a fraccionar-se a partir de 1940. A partir de 1994 els balnearis ubicats des del rierol Carrasco fins al rierol Pando van ser declarats «ciutat», amb el nom de Ciudad de la Costa.

## Geografia

### Topografia i hidrografia

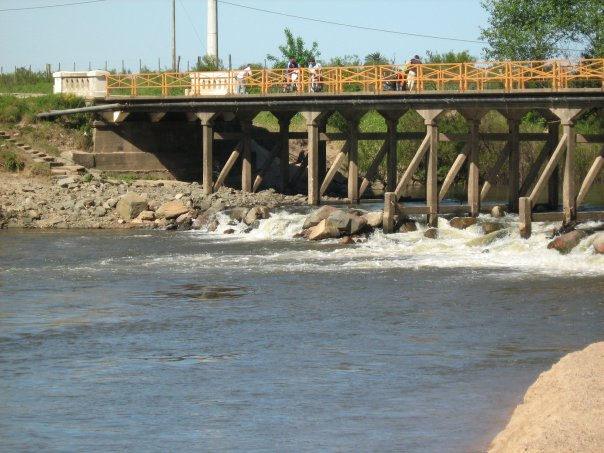
Riu Santa Lucía, a San Ramón.

Canelones, com a bona part de l'Uruguai, es caracteritza per les terres planes, sense grans relleus, i per un sol estable, amb petites dunes de sorra al sud, sobre la costa, i amb prats i boscos al centre, nord i oest.
El departament és ric en cursos fluvials, amb molts rius i rierols. No obstant això, hi ha dos rius que destaquen per la seva importància: el Santa Lucía i el Riu de la Plata, el qual en realitat és un mar d'aigua salada. El Riu de la Plata forma part del límit meridional de Canelones. Tots els balnearis i les seves corresponents platges es troben sobre la costa riuplatenca.
El riu Santa Lucía, en tant, forma el seu límit nord amb Florida, del qual està separat pel pont conegut com a Paso Pache.

### Clima
Ubicat en una zona temperada i humida, la temperatura mitjana és baixa amb relació a la de la resta del país (15 °C), així com el nivell de precipitacions (fins a 2.000 mm anuals).

### Regions

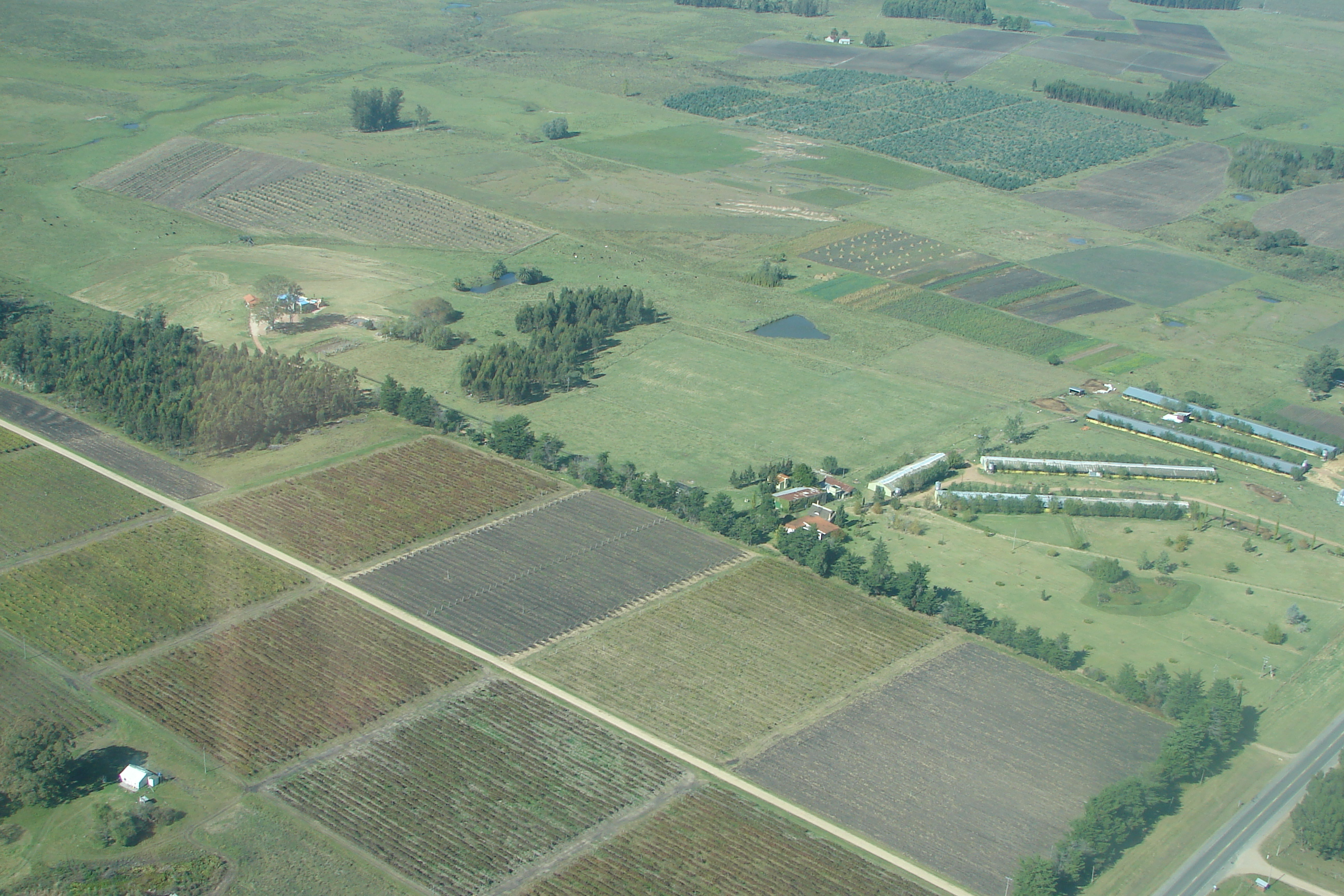
Una vinya i fraccionaments per a la cria de pollastre a San Jacinto.

Tot i ser un departament petit, amb una superfície lleugerament inferior en comparació a la de les Illes Balears, Canelones té una població de més de 500.000 habitants i una de les densitats més altes del país pel que fa a nombre de persones per quilòmetre quadrat, amb 107.
El departament se subdivideix aproximadament en 20 seccions. Dins d'aquestes, hi ha centres poblats importants, alguns dels quals tenen la categoria de municipi, altres simplement formen part de ciutats recentment formades per decret, i tot i així també n'hi ha que no assoleixen la categoria de poble i, per tant, són sovint considerats simplement entitats de població i no tenen alcalde ni govern propi, romanent sota la jurisdicció directa de la Intendència Municipal de Canelones (en castellà, Intendencia Municipal de Canelones o Comuna Canaria), amb seu a la capital departamental, la ciutat del mateix nom.
Alguns dels centres poblats i urbans més importants s'esmenten a continuació.

#### Canelones
Amb una població de 20.000 habitants, Canelones és la capital del departament. Es troba 45 km al nord de Montevideo, per la ruta nacional 5.
Villa Guadalupe, nom original de Canelones, va començar a prendre forma definitiva amb l'arribada d'immigrants canaris i gallecs el 1774.
La seva creació formal es va produir el 1783, quan ja tenia 70 cases, capella, casa capitular i presó. La proximitat amb Montevideo, centre geopolític de la Banda Oriental, va convertir Guadalupe en escenari històric.

#### Ciudad de la Costa
Es troba al sud del departament. Va ser declarada ciutat el 1994, formada per molts municipis que fins a la data restaven com a balnearis independents. La Ciudad de la Costa té platges sobre el litoral sud i limita a l'est amb la Costa de Oro. Cap al nord-oest es troba l'Aeroport Internacional de Carrasco.
D'acord amb les dades del cens del 2004, tenia 83.888 habitants. Si es considera la zona suburbana, s'arriba als 121.000 habitants.

#### Costa de Oro

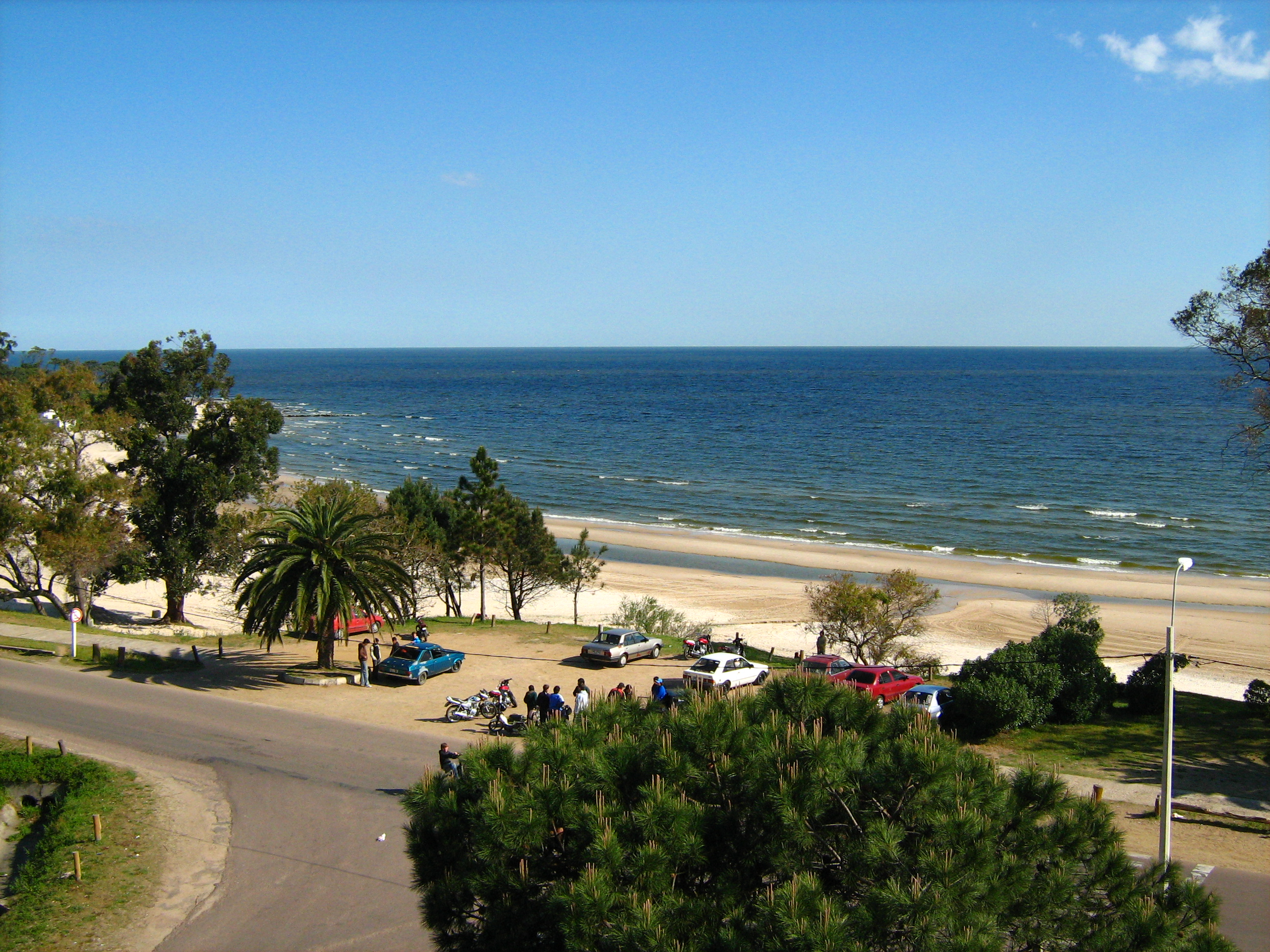
Atlántida, a la Costa de Oro, és el principal balneari de Canelones.

La Costa de Oro és un conjunt de balnearis del sud de Canelones, els quals s'estenen des de la Ciudad de la Costa, a l'oest, fins al departament de Maldonado, a l'extrem oriental. Està formada per aproximadament trenta balnearis, alguns dels quals tenen la categoria de municipi.
És, al costat de la Ciudad de la Costa, la principal destinació turística del departament.

#### Las Piedras
Amb uns 77.000 habitants, és la segona localitat de la seva jurisdicció administrativa, després de la Ciudad de la Costa.
És un centre on hi ha una intensa activitat industrial, comercial, de fires i esdeveniments populars. Fundada el 1744, és una de les ciutats més antigues del departament i del país. Té importància històrica per la batalla de Las Piedras, durant l'època colonial.

#### Pando
Ubicada al sud de Canelones, sobre la ruta nacional 8. Representa un important centre comercial i industrial a la zona est del departament. Té una població de 30.134 habitants, però la seva àrea d'influència assoleix els 70.000 habitants.

## Economia

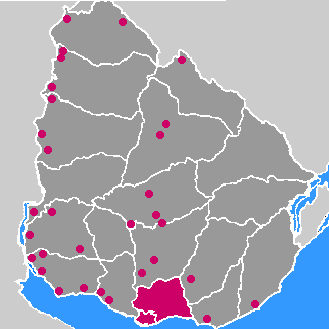
Mapa de viticultura a l'Uruguai.

La principal activitat econòmica del departament és composta per la ramaderia, l'agropecuària i la viticultura. Els vins de Juanicó i de zones properes són destacats. L'Uruguai és el quart productor de vi d'Amèrica del Sud, i la major part de la seva producció ve de Canelones. L'economia d'aquest departament representa, de fet, el 7% del PIB del país. La producció de làctics és també significativa, amb algunes de les empreses del sector més importants del país operant a Canelones.
Un altre factor important de l'economia de Canelones té a veure amb el turisme. El departament té aproximadament 80 quilòmetres de platges sobre la costa del Riu de la Plata, amb dos nuclis importants: la Costa de Oro i la Ciudad de la Costa. Durant la temporada alta de l'estiu austral (desembre–març) el departament és visitat per turistes d'altres regions del país i de països veïns. Atlántida és el seu principal balneari.
D'altra banda, en ser un departament límitrof amb el principal port i centre econòmic del país – Montevideo –, la regió meridional forma part de la seva àrea metropolitana, per la qual cosa participa directament o indirectament d'algunes activitats econòmiques desenvolupades a la capital.

## Demografia
Segons les dades del cens de l'INE de l'any 2004, Canelones tenia aproximadament 485.240 habitants i 153.931 habitatges. La mitjana de persones per casa era de 3,2. Per cada 100 dones, hi havia 96,3 homes.

## Zones de Canelones

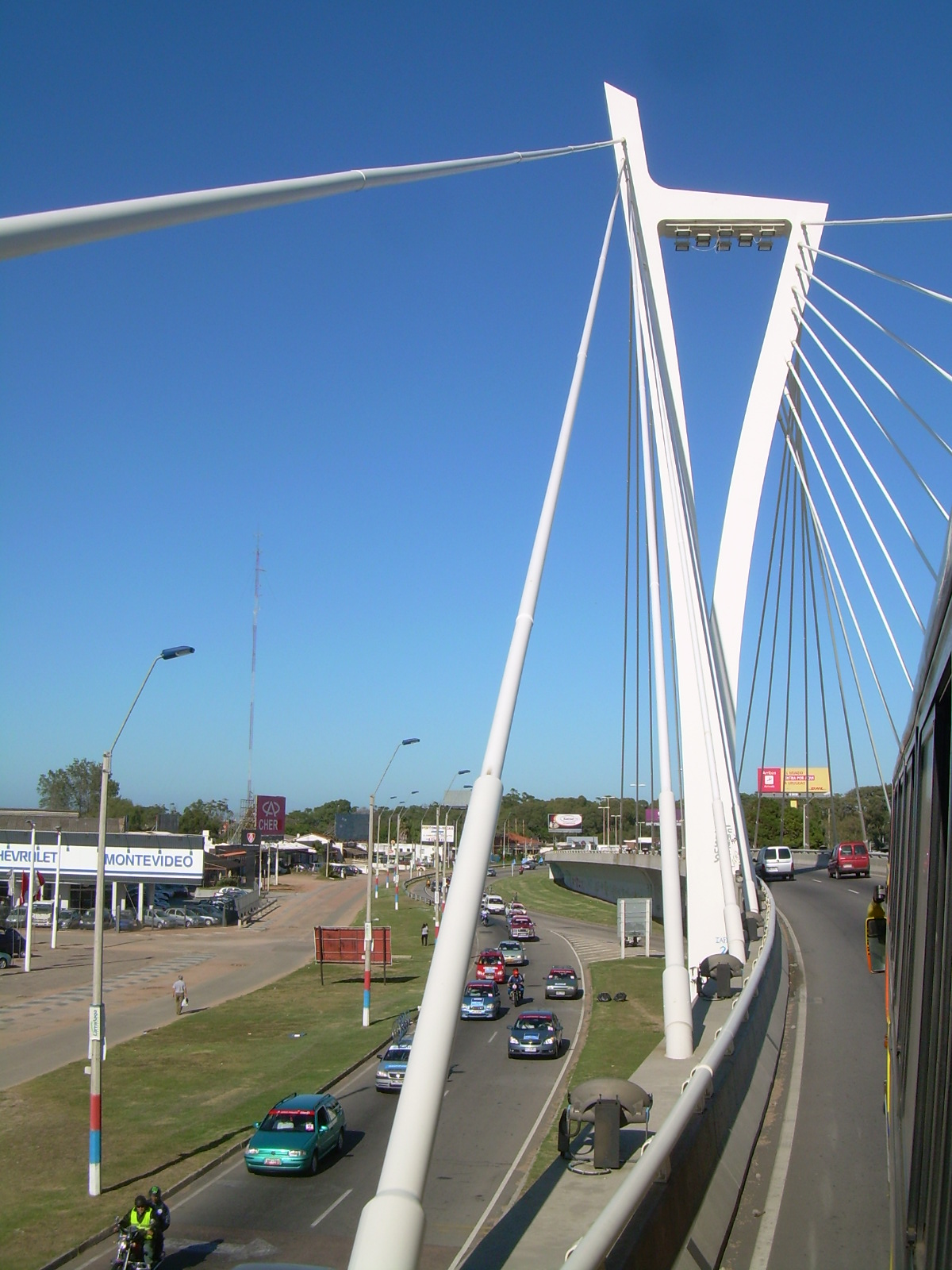
Pont de les Amèriques. Límit entre Canelones i Montevideo.